# Ethan Laird
Ethan Benjamin Laird (sinh ngày 5 tháng 8 năm 2001) là một cầu thủ bóng đá chuyên nghiệp người Anh chơi ở vị trí hậu vệ cho câu lạc bộ Swansea City theo dạng cho mượn từ Manchester United.

## Sự nghiệp câu lạc bộ

### Manchester United
Anh gia nhập Manchester United vào tháng 7 năm 2017 và thường xuyên góp mặt ở đội U-18 trong mùa giải đầu tiên, thậm chí anh còn ra mắt đội dự bị trong trận đấu với Swansea City vào ngày 18 tháng 3 năm 2018. Anh đã ký hợp đồng chuyên nghiệp đầu tiên với câu lạc bộ vào tháng 10 năm 2018, nhưng chưa đầy hai tháng sau, anh bị chấn thương dài hạn trong một trận đấu tại UEFA Youth League trên sân nhà khi tiếp đón Young Boys, Anh chỉ ra sân thêm hai lần nữa ở mùa giải 2018–19.
Laird đủ điều kiện lên thi đấu cho đội U23 ở mùa giải 2019–20 và ghi bàn trong trận mở màn thuộc giải EFL Trophy trước đối thủ Rotherham United vào ngày 6 tháng 8 năm 2019; tuy nhiên, anh ta bị một chấn thương khác trong trận đấu với Reading vào ngày 16 tháng 8 và phải nghĩ thi đấu trong hai tháng. Sau khi trở lại, anh được triệu tập lên đội 1, góp mặt trong đội hình gồm 20 cầu thủ di chuyển để tham dự tại đấu trường UEFA Europa League trước chuyến làm khách trên sân Partizan vào ngày 24 tháng 10, nhưng không có tên trong đội hình gồm 18 cầu thủ cho trận đấu. Sau khi United đủ điều kiện cho vòng đấu loại trực tiếp Europa League, Huấn luyện viên Ole Gunnar Solskjær mang theo một đội hình gồm những cầu thủ trẻ đến Kazakhstan cho trận đấu với Astana vào ngày 28 tháng 11, cái tên Laird là một trong ba cầu thủ để ra mắt trong trận đấu, cùng với Di'Shon Bernard và Dylan Levitt; trận đấu kết thúc với thất bại 1-2.

## Sự nghiệp quốc tế
Laird được sinh ra ở Anh và là người gốc Jamaica. Anh là thành viên của đội tuyển U-17 Anh thi đấu tại Giải vô địch bóng đá U-17 châu Âu năm 2018 tổ chức trên sân nhà.

## Thống kê sự nghiệp
Tính đến ngày 12 tháng 12 năm 2019
| Câu lạc bộ            | Mùa giải            | Giải đấu            | Giải đấu | Giải đấu | Cúp FA | Cúp FA | Cúp EFL | Cúp EFL | Châu Âu | Châu Âu | Khác | Khác | Tổng cộng | Tổng cộng |
| Câu lạc bộ            | Mùa giải            | Hạng                | Trận     | Bàn      | Trận   | Bàn    | Trận    | Bàn     | Trận    | Bàn     | Trận | Bàn  | Trận      | Bàn       |
| --------------------- | ------------------- | ------------------- | -------- | -------- | ------ | ------ | ------- | ------- | ------- | ------- | ---- | ---- | --------- | --------- |
| U21 Manchester United | 2019–20             | —                   | —        | —        | —      | —      | —       | —       | —       | —       | 3    | 1    | 3         | 1         |
| Manchester United     | 2019–20             | Premier League      | 0        | 0        | 0      | 0      | 0       | 0       | 2       | 0       | —    | —    | 2         | 0         |
| Tổng cộng sự nghiệp   | Tổng cộng sự nghiệp | Tổng cộng sự nghiệp | 0        | 0        | 0      | 0      | 0       | 0       | 2       | 0       | 3    | 1    | 5         | 1         |

1. ↑  Số trận tại EFL Trophy
2. ↑  Số trận ra sân tại UEFA Europa League